# Kampfgeschwader 355
Le Kampfgeschwader 355 (KG 355) (355e escadron de bombardiers) est une unité de bombardiers de la Luftwaffe pendant la Seconde Guerre mondiale. 

## Organisation

### Stab. Gruppe
Formé le 1er avril 1937 à Gablingen.

Le 1er mai 1939, il est renommé Stab/KG 53.

Geschwaderkommodore (Commandant de l'escadron) :
| Début          | Fin          | Grade  | Nom          |
| -------------- | ------------ | ------ | ------------ |
| 1er avril 1937 | 1er mai 1939 | Oberst | Philipp Zoch |

### I. Gruppe
Formé le 1er avril 1937 à Gablingen avec :
- Stab I./KG 355 nouvellement créé
- 1./KG 355 nouvellement créé
- 2./KG 355 nouvellement créé
- 3./KG 355 nouvellement créé

Le 1er mai 1939, le I./KG 355 est renommé I./KG 53 avec :
- Stab I./KG 355 devient Stab I./KG 53
- 1./KG 355 devient 1./KG 53
- 2./KG 355 devient 2./KG 53
- 3./KG 355 devient 3./KG 53

Gruppenkommandeure (Commandant de groupe) :
| Début          | Fin          | Grade  | Nom            |
| -------------- | ------------ | ------ | -------------- |
| 1er avril 1937 | 31 mars 1939 | Oberst | Gerhard Conrad |
| 1er avril 1939 | 1er mai 1939 | Major  | Walter Loebel  |

### II. Gruppe
Formé le 1er avril 1937 à Schwäbisch Hall avec :
- Stab II./KG 355 nouvellement créé
- 4./KG 355 nouvellement créé
- 5./KG 355 nouvellement créé
- 6./KG 355 nouvellement créé

Le 1er mai 1939, le II./KG 355 est renommé II./KG 53 avec :
- Stab II./KG 355 devient Stab II./KG 53
- 4./KG 355 devient 4./KG 53
- 5./KG 355 devient 5./KG 53
- 6./KG 355 devient 6./KG 53

Gruppenkommandeure :
| Début          | Fin          | Grade          | Nom         |
| -------------- | ------------ | -------------- | ----------- |
| 1er avril 1937 | ?            | Oberstleutnant | Erich Stahl |
| ?              | 1er mai 1939 | Oberstleutnant | Kohlbach    |

### III. Gruppe
Formé le 1er mars 1937 à Illesheim avec :
- Stab III./KG 355 nouvellement créé
- 7./KG 355 nouvellement créé
- 8./KG 355 nouvellement créé
- 9./KG 355 nouvellement créé

Le 1er mai 1939, le III./KG 355 est renommé III./KG 53 avec :
- Stab III./KG 355 devient Stab III./KG 53
- 7./KG 355 devient 7./KG 53
- 8./KG 355 devient 8./KG 53
- 9./KG 355 devient 9./KG 53

Gruppenkommandeure :
| Début            | Fin              | Grade          | Nom                       |
| ---------------- | ---------------- | -------------- | ------------------------- |
| 1er avril 1937   | 1er février 1939 | Oberstleutnant | Hans Behrendt             |
| 1er février 1939 | 1er mai 1939     | Major          | Friedrich Edler von Braun |